# Malacopterus tenellus
Malacopterus tenellus är en skalbaggsart som först beskrevs av Fabricius 1801. Malacopterus tenellus ingår i släktet Malacopterus och familjen långhorningar.
Artens utbredningsområde är:
- Belize.
- Kuba.
- Guatemala.
- Guyana.
- Honduras.
- Guadeloupe.
- Nicaragua.
- Panama.
- Surinam.
- Venezuela.

Inga underarter finns listade i Catalogue of Life.